# Antipodogomphus dentosus
Antipodogomphus dentosus – gatunek ważki z rodziny gadziogłówkowatych (Gomphidae).